# Zuyderzee Lyceum
Het Zuyderzee Lyceum te Emmeloord is een openbare school voor voortgezet onderwijs en is onderdeel van de Samenwerkingsstichting Voortgezet Onderwijs Noordoostpolder en Lemsterland. De school heeft vestigingen in Emmeloord en Lemmer met samen rond de 2000 leerlingen. Sinds augustus 2009 biedt het college ook lessen Nederlands als tweede taal (NT2-lessen) aan op het asielzoekerscentrum Luttelgeest.

## Geschiedenis
De school ontstond in 1986 door een fusie van de Gemeentelijke Technische School (1956), de Prof. Kohnstamm-ULO, (later MAVO, 1952) en het Prof. ter Veenlyceum (1955). In 1995 kwam hier De Rien uit Lemmer bij. In 2016 werd de school omgedoopt naar het Zuyderzee Lyceum

## Onderzoek
De school kreeg landelijke bekendheid in januari 2012 door een Rapport van een incidenteel onderzoek door de Inspectie van het Onderwijs van het Nederlandse Ministerie van Onderwijs, Cultuur en Wetenschap.
Het onderzoek bracht onder andere aan het licht dat de directeur/bestuurder van het Zuyderzee College uit het vermogen van de school aan zichzelf, personeel en derden leningen verstrekte, zonder dat de voorwaarden voor de aflossing vast lagen. De directeur leende bijvoorbeeld in 2004 € 20.000 om een auto aan te kunnen schaffen. In ruil daarvoor zag hij af van een reiskostenvergoeding. In 2006 en 2007 werd er respectievelijk € 11.000 en € 15.000 euro uitgeleend. Ook werd voor € 3150 euro aan boeken en elektronica gekocht met een creditcard en een bankpas van de school. Als verstrekte leningen werden afgelost door het verrichten van overwerk (of in het geval dat overwerk 'in natura' door het Zuyderzee College werd uitbetaald), werd er in strijd met de wet geen belasting over geheven.